# Metallyra rufofemorata
Metallyra rufofemorata is een keversoort uit de familie van de boktorren (Cerambycidae). De wetenschappelijke naam van de soort werd voor het eerst geldig gepubliceerd in 1953 door Corinta-Ferreira.